# Der weiße Hund von Beverly Hills
Der weiße Hund von Beverly Hills ist ein US-amerikanisches Filmdrama aus dem Jahr 1982 von Samuel Fuller nach einer Erzählung von Romain Gary.

## Handlung
Die junge Schauspielerin Julie Sawyer fährt versehentlich einen streunenden weißen Schäferhund an und verletzt das Tier schwer. Sie pflegt ihn gesund und versucht, den Besitzer zu ermitteln. Als sie zu Hause von einem Einbrecher überfallen wird, verteidigt sie der Hund und vertreibt den Angreifer.
Während eines Drehs fällt der Hund Julies schwarze Kollegin an. Daraufhin bringt ihn Julie zu dem Hundetrainer Carruthers. Dieser erklärt ihr, der Hund sei ein „weißer“ Hund: Ein Rassist habe ihn abgerichtet, Schwarze anzufallen und zu töten; der Hund sei eine Gefahr. Carruthers rät Julie, den Hund einschläfern zu lassen. Der Trainer Keys, selbst schwarz, überzeugt sie, er könne den Hund umprogrammieren. Nach langer und intensiver Arbeit hat er den Hund tatsächlich so weit, dass er ihn nicht mehr angreift. Als Julie und Keys das feiern, wendet sich der Hund gegen den weißen Carruthers und Keys bleibt nichts anderes übrig, als ihn zu erschießen.

## Deutsche Fassungen
In Deutschland erschien der Film 1985 unter dem Titel Die weiße Bestie zunächst ungekürzt. Für die spätere TV-Ausstrahlung 1987 unter dem Titel Der weiße Hund von Beverly Hills wurde er dann um rund 5 Minuten geschnitten und komplett neu synchronisiert, wobei die Dialoge zum Teil sinnentstellend verändert wurden, um die thematische Brisanz zu entschärfen. Auch bei späteren Wiederholungen wurde stets die verfälschte Fassung gesendet. Erst 2012 erschien auf DVD wieder die ursprüngliche authentische und ungekürzte Version.
Im Oktober 2016 wurde der Film von arte in der ursprünglichen Fassung unter dem Titel Weiße Bestie ausgestrahlt. In dieser Fassung sind zwei Zeilen der Protagonisten Julie Sawyer und Keys enthalten, die von neuen Synchronsprechern gesprochen wurden.

## Kritiken
„Eine antirassistische Parabel, deren redliche Absicht nicht für einen guten Film reicht. Allzu dick auftragend, geht der Film in der Vermenschlichung des Tieres zu weit und bringt sich durch seinen sozialtherapeutischen Zeigefinger um eine stärkere Wirkung.“

„Aufrüttelnder Thriller um ein brisantes Thema“

„Samuel Fuller drehte diesen formal gelungenen, radikal antirassistischen Thriller mit vielen imposanten Kameraeinsätzen“